# Spinomantis massi
Spinomantis massi är en groddjursart som först beskrevs av Frank Glaw och Miguel Vences 1994.  Spinomantis massi ingår i släktet Spinomantis och familjen Mantellidae. IUCN kategoriserar arten globalt som sårbar. Inga underarter finns listade i Catalogue of Life.